# Ottendorf-Okrilla
Ottendorf-Okrilla es un municipio situado en el distrito de Bautzen, en el estado federado de Sajonia (Alemania), a una altitud de 180 metros. Su población a finales de 2016 era de unos 10 000 habs. y su densidad poblacional, 400 hab/km².